# Morant Point
Morant Point är en udde i Jamaica.   Den ligger i parishen Parish of Saint Thomas, i den östra delen av landet, 70 km öster om huvudstaden Kingston. Morant Point ligger på ön Jamaica.
Terrängen inåt land är platt. Havet är nära Morant Point österut.  Närmaste större samhälle är Dalvey, 6,9 km väster om Morant Point. 